# Pierre Francastel
Pierre Francastel (Parigi, 8 giugno 1900 – Parigi, 2 gennaio 1970) è stato uno storico dell'arte e critico d'arte francese, noto soprattutto per il metodo sociologico.

## Biografia
Figlio unico di Albert Francastel e Isabelle Terlinden, spende l'infanzia a Versailles. Si ammalò di poliomielite da adolescente. Studiò letteratura classica alla Sorbonne, interessandosi però anche di architettura. Nel 1930 passò la tesi di dottorato di ricerca sulla scultura della reggia di Versailles.
Fu giornalista per diverse riviste, poi lavorò all'Istituto Francese di Varsavia, insegnando storia dell'arte all'università, dove ha incontrato sua moglie, Halina Jakubson, poi nota con il nome di Galienne Francastel.
Tornato in Francia, fu docente dal 1936 dell'università di Strasburgo. Durante l'occupazione nazista partecipò attivamente alla resistenza francese dandosi alla clandestinità. Nel 1945 fu consulente culturale presso l'ambasciata di Francia in Polonia, dove organizzò diverse mostre. Nel 1948 Lucien Febvre lo chiamò a dirigere gli studi di sociologia dell'arte presso l'École Pratique des Hautes Études.
Riteneva che l'arte non fosse puro piacere estetico, ma produzione sociale a contatto con politica, religione e scienza. Infliuenzato da Émile Durkheim, pensava che la storia dell'arte infatti non dovesse limitarsi a seguire poetiche e stilistiche degli artisti, ma doveva ricostruire il loro lavoro nel contesto sociale in cui si era svolto, seguendone l'evoluzione con i criteri appunto della sociologia.
Il suo pensiero influenzò Henri Lefebvre e fu anche coinvolto nella rivista de Les Annales.

## Opere
- La Sculpture de Versailles: Essai sur les origines et l'evolution du goût français classique, Paris: A. Morancé, 1930; La Haye: Mouton, 1970
- La Pologne pittoresque, Grenoble: Arthaud, 1934
- L'Impressionnisme, Paris: Les belles lettres, 1937
- Le Style empire du directoire a la réstauration, Paris: Larousse, 1939
- L'Humanisme roman. Critique des théories sur l'art du XIe siècle en France, Rodez: Carrière, 1942; La Haye: Mouton, 1970
- L'Histoire de l'art instrument de la propagande germanique, Paris: Librairie de Medicis, 1945
- Frontières du gothique, 1945, La Haye: Mouton, 1970
- Nouveau dessin nouvelle peinture. L'École de Paris, Paris: Librairie de Medicis, 1946
- Monet, Sisley, Pissarro, Genève: Skira, 1947
- Peinture et société. Naissance et destruction d'un espace plastique de la Renaissance au Cubisme, Lyon: Audin, 1951; Paris: Gallimard, 1965
  - Lo spazio figurativo dal Rinascimento al Cubismo, trad. di A.M. Mazzucchelli, Torino: Einaudi, 1957 ISBN 88-06-01446-3 ISBN 88-06-00144-2; Milano: Mimesis, 2005 ISBN 88-8483-302-7
- L'Art mosan, prefazione di Lucien Febvre, Paris: Colin, 1953
- Histoire de la peinture italienne (a cura di), 3 voll., Paris: Tisné, 1955, 1958, 1963
- Histoire de la peinture française (a cura di), 2 voll., Paris: Gonthier 1955
- Art et technique au XIXe et XXe siècles, Paris: Gonthier, 1956
- Estève, Paris: Galanis, 1956
- Les Architectes celèbres, 2 voll., Paris: Mazenod, 1958, 1959
- L'arte e la civiltà moderna, trad. di Maria Luisa Berne, Milano: Feltrinelli, 1959
- La réalité figurative. Éléments structurels de sociologie de l'art, Paris: Gonthier, 1965
- prefazione a François Lesure, Musica e società, Milano: Istituto editoriale italiano, 1966
- La figure et le lieu. L'ordre visuel du Quattrocento, Paris: Gallimard, 1967
- Utopie et institutions au XVIII siècle. Le pragmatisme de lumières (a cura di), Paris: Mouton & Co., 1968
- Le Portrait. 50 siècles d'humanisme en peinture (con Galienne Francastel), Paris: Hachette, 1969
- L'Urbanisme de Paris et l'Europe, 1600-1680 (a cura di), Paris: Klincksieck, 1969
- Études de sociologie de l'art, Paris: Denoël, 1970
  - Studi di sociologia dell'arte. Lo spazio figurativo da Piero della Francesca a Picasso, traduzione di Andrea Zanzotto, Milano: Rizzoli, 1976
- Œuvres, Paris: Denoël, 1984
  - 1. Peinture et societé. Naissance et destruction d'une éspace plastique de la Renaissance au Cubisme
  - 2. La realité figurative. Elements structurels de sociologie de l'art
  - 3. La figure et le lieu. L'ordre visuel du Quattrocento
  - 4. Une destinée de capitale. Paris
- L'image, la vision et l'imagination. L'objet filmique et l'objet plastique, a cura di Galienne Francastel, Paris: Denoël/Gonthier, 1983
- Guardare il teatro, edizione italiana a cura di Fabrizio Cruciani, Bologna: Il Mulino, 1987 ISBN 88-15-01257-5; Milano: Mimesis, 2005 ISBN 978-88-575-1193-1
- Bruegel, prefazione di Jean-Louis Ferrier, Paris: Hazan, 1995
- L'arte e il demoniaco. Il male nell'immaginario dell'Occidente (con André Chastel e Hans Sedlmayr), introduzione di Roberto Peverelli, Milano: Medusa, 2011 ISBN 978-88-7698-227-9